# Tertúlies Literàries Dialògiques
Les Tertúlies literàries Dialògiques, també anomenades TLD', són una activitat cultural creada per Ramón Flecha García que consisteix en una experiència democràtica d'educació popular en la que es reuneixen un grup de persones per dialogar i reflexionar a partir d'un llibre de la literatura clàssica universal.
És un projecte educatiu considerat un model per acabar amb les desigualtats socials i l'exclusió social que promou la lectura i la cultura a partir de les interaccions i la compartició de diferents interpretacions sobre un mateix text literari. Les TLD estan basades en dos principis: el primer consisteix en el fet que els llibres que es llegiran han de ser una obra clàssica de la literatura, ja que els temes que poden sorgir en el debat es poden relacionar amb temes actuals potenciant una reflexió crítica i el segon, que les persones que participen han de ser principiants en la lectura i amb cap titulació acadèmica. En aquestes tertúlies no es qüestiona la capacitat d'aprendre, de llegir o d'opinar de cap integrant del grup, ja que no cal coneixements literaris, és a dir, és un espai on la gent pot desenvolupar el seu potencial sense distinció d'edat, gènere, cultura o capacitat de cultura clàssica universal.
L'origen de les Tertúlies Literàries Dialògiques prové de Ramón Flecha García, catedràtic de sociologia de la Universitat de Barcelona, quan, l'any 1978, va fundar l'Escola de Persones Adultes La Verneda-Sant Martí i tres anys més tard, l'any 1981, va crear les Tertúlies Literàries Dialògiques. Amb la primera tertúlia hi va haver una gran acollida que va provocar que s'anés difonent per diverses entitats i, degut a aquesta rebuda, FACEPA (Federación de Asociaciones Culturales y Educativas de Personas Adultas) va fundar la Comissió de Tertúlies Literàries Dialògiques i CONFAPEA (Confederación de Federaciones y Asociaciones Culturales y Educativas por la educación democrática de personas adultas) sota el lema de crear “1001 tertulias literarias dialógicas”, ha difós aquesta experiència democràtica i ha promogut projectes i congressos de Tertúlies Literàries Dialògiques reunint a centenars de persones que volien compartir les seves experiències i que somiaven amb que la literatura clàssica arribès a tots els públics.
Aquesta eina educativa tracta d'una reunió d'un grup de persones, normalment setmanal, que comença amb la lectura d'un llibre de la literatura clàssica universal per realitzar una tertúlia i acaba amb un debat sobre el que s'ha llegit. El procés que s'utilitza durant la tertúlia és el següent:
Primerament, el grup ha de fer una elecció d'un llibre que s'adeqüi a les persones participants i posar-se en acord per seleccionar quins capítols, fragments o quantes pàgines s'han de llegir pel seu compte per la pròxima setmana (o per la propera reunió). L'objectiu de la tertúlia és dialogar sobre els continguts del llibre i comentar el seu context històric, algunes notes sobre l'autor i la seva vida i, més endavant, que cada persona pugui compartir de forma individual les seves idees i opinions personals suggerides on es reflexiona del que s'ha llegit assenyalant aquells paràgrafs que més li hagin cridat l'atenció. Durant la tertúlia, els participants demanaran torn de paraula i es debatrà sobre els paràgrafs que han escollit. Per fer aquestes intervencions, es dona pas a un moderador que serà el que posi ordre i el que s'encarregarà, en un primer moment, de concedir els torns de paraula als participants perquè llegeixin en veu alta els paràgrafs i per quin motiu els han escollit i després per obrir torns de paraula a la resta de participants i poder debatre i comentar sobre el paràgraf exposat.
La construcció dels significats i la seva comprensió es basa mitjançant les interaccions que es crea amb els participants. Aquesta interacció es basa en la reflexió de diferents punts de vista on poden comunicar les interpretacions i els seus sentiments a través del respecte. Finalment, amb les TLD es treballen valors com la solidaritat, la justícia, la cura i la responsabilitat mentre que la comprensió lectora i l'expressió oral progressa. A més, fer l'activitat en un entorn dialògic provoca una millor comprensió per part dels participants i és més fàcil relacionar les lectures amb situacions del dia a dia.

## Actuació educativa d'èxit
Les Tertúlies Literàries Dialògiques són una actuació educativa d'èxit que es troba dins del projecte d'investigació INCLUD-ED (Estratègies per la inclusió i la cohesió social a Europa des de l'educació). És un Projecte Integrat de la prioritat 7 del VI Programa Marco de la comisión europea (2006-2011), ja que afavoreix l'increment del nivell de competència lingüística, enriqueixen el vocabulari, milloren l'aprenentatge instrumental i la convivència a tot l'alumnat i especialment als que presenten més dificultats, al promoure transformacions personals, culturals i socials.
El projecte INCLUD-ED té com a objectiu identificar i analitzar les estratègies educatives que contribueixen a superar les desigualtats i l'exclusió i fomentar la cohesió social cap als grups més marginats com dones, immigrants, persones amb discapacitat, etc.

## Aprenentatge dialògic
La tertúlia està basada en els set principis de l'aprenentatge dialògic, que són els pilars de les Comunitats d'Aprenentatge (CdA), fet que suposa un valor propi com a model de formació més d'acord amb la societat de la informació i amb les teories de l'aprenentatge reconegudes actualment. La dinàmica que es genera en ella ens ajuda a comprendre'ls i interioritzar-millor incidint així en la nostra formació permanent i, encara que no és fàcil ni immediat, ens prepara per aplicar-los cada vegada més en totes les facetes de la nostra vida, inclosa l'aula. Són els criteris reguladors del funcionament de la tertúlia. Es centra en aconseguir la cohesió social i disminuir les desigualtats socials.

### Principis
A continuació es mostren els set principis que fonamenten l'aprenentatge dialògic:
1. Diàleg igualitari: qualsevol persona es pot adherir al diàleg. No hi ha estatus ni esglaons, ningú està per sobre de ningú pel que fa al diàleg i s'eliminen els rols d'expert i d'aprenent.[12] La força està en els arguments i no en la jerarquia de qui parla. Hi ha una certa incredulitat respecte els directius o els càrrecs de més poder cap aquest principi, ja que no creuen que pugui incidir positivament en les relacions de l'escola."[13] El diàleg a què es refereix l'aprenentatge dialògic i que serveix per augmentar els nivells d'aprenentatge de tots els nens i totes les nenes és un diàleg amb pretensions de validesa, igualitari i respectuós amb totes les persones, independentment del seu nivell socioeconòmic, gènere, cultura, nivell acadèmic i edat. Lluny del paternalisme i/o elitisme amb què de vegades es tracta dels sectors socials exclosos, l'aprenentatge dialògic, seguint l'orientació de l'obra de Freire, insisteix que les persones de grups desafavorits no saben menys sinó diferents coses que els que tenim títol universitari."[14]
2. Intel·ligència cultural: en les tertúlies a més d'utilitzar la intel·ligència acadèmica també es valora la intel·ligència cultural, relacionant experiències viscudes i coneixements acadèmics a través de les capacitats comunicatives universals que cadascú posseeix.[11] Comprèn el saber acadèmic, pràctic i comunicatiu. És comú trobar-se en què la intel·ligència acadèmica és la que més valora, i, en part, s'ignora la cultural, i no es donen a conèixer les experiències culturals dels individus. Els sabers culturals externs són necessaris per millorar la qualitat educativa en la societat de la informació.[14][11]
3. Transformació: l'educació és considerada com un agent transformador de la realitat a través de les interaccions. Això implica la reflexió, l'equitat, la igualtat i la llibertat que fomenta l'aprenentatge dels uns sobre els altres.[15][12] Amb les TD es pretén transformar la visió de les coses, els nivells d'aprenentatge, els conflictes, l'exclusió, etc. Tal com va dir Freire: "Canviar és difícil però possible. Hem d'insistir sobre la possibilitat de canviar tot i les dificultats. La qüestió està en com transformar les dificultats en possibilitats". Les tertúlies donen peu al canvi i la transformació en varis contexts de desenvolupament, ja sigui professional, familiar, parella, etc.[11]
4. Aprenentatge instrumental: les tertúlies ens aporten coneixements i recursos que ens serveixen com a instruments per a la pràctica diària. Ens permeten aprofundir en el coneixement científic de la nostra disciplina i d'altres disciplines i adquirir o mantenir eines i habilitats per a l'estudi i anàlisi de teories i pràctiques educatives.[11] Aquest aprenentatge ens proporciona els instruments necessaris per la inclusió en la societat actual com ara el diàleg, la reflexió i habilitats essencials escolars.
5. Solidaritat: a les TLD es busca aconseguir una participació equilibrada, afavorint la inclusió de totes les veus. A partir de la lectura es comparteixen experiències, dubtes, inquietuds, i dificultats. Es relsolen les possibilitats i els dubtes amb l'ajuda del col·lectiu i de forma solidària. Les persones aporten els seus coneixements en benefici del grup.[11]
6. Creació de sentit: tracta de què l'aprenentatge s'ha de basar en la interacció, les demandes i les necessitats. Això és perquè un important nombre d'estudiants no troben sentit al que aprenen, ja que no li troben utilitat per aplicar-lo en la seva vida. Quan els mestres no tenen clar qui és el subjecte que aprèn, per què aprèn i com saber que l'estudiant aprèn i especialment com aquest aprenentatge depèn de les interaccions, també perden sentit i generen una gestió d'aula diferent i millor. Si els estudiants tenen constància de per què aprenen es crea sentit i es motiva l'aprenentatge.[12]
7. Igualtat de diferències: hi ha d'haver les mateixes oportunitats per a totes les persones. Es tenen en compte les diferents concepcions educatives, trajectòries professionals, els àmbits i les especialitats de cada individu. En les tertúlies s'ha de valorar per igual les aportacions de cada participant. Això és el que permet aprofundir en els temes i establir més interaccions que augmenten i enriqueixen l'intercanvi i la reflexió compartida.[11]

## Tipus
Les Tertúlies Dialògiques són una de las actuacions d'èxit que es desenvolupen en Comunitats d'Aprenentatge. Consisteixen en la construcció conjunta d'un significat mitjançant el diàleg basat en els 7 principis de l'Aprenentatge Dialògic citats anteriorment. N'hi ha diferents tipus que comparteixen una mateixa base en comú, el diàleg igualitari que promou el desenvolupament de valors com la convivència, el respecto i la solidaritat.
- Tertúlies literàries dialògiques

- Tertúlies musicals dialògiques: “La tertulia musical dialógica es una dimensión instrumental del aprendizaje dialógico, es decir, es un instrumento, un método, que surge a través del diálogo de las personas […]” (Martins de Castro, 2006)

"Tanto la música como la literatura son lenguajes, y como tales, son instrumentos para la comunicación. Ambos hacen referencia a los sentimientos, ideas, vivencias, realidades, sueños, experiencias... La capacidad comunicativa y expresiva de la música es diferente a la de las palabras (muchas veces comentamos "esto no se puede expresar con palabras"). En la tertulia musical, a través del diálogo igualitario entre todas las personas participantes se nos abre un universo poco explorado pero con un gran potencial. Profundizar en la música es una gran aventura." (Confapea, 2016) 
- Tertúlies artístiques dialògiques: Es centren en contemplar, observar i debatre sobre les millors obres creades per la humanitat, com ara pintures, escultures, arquitectures o arts escèniques amb la intenció d'ampliar els nostres coneixements artístics i poder reflexionar i comprendre a través de l'aprenentatge dialògic.[17]

- Tertúlies matemàtiques dialògiques: En aquestes tertúlies, es tracta de debatre sobre matemàtiques i problemes matemàtics.[4]

- Tertúlies científiques dialògiques: Aquestes tertúlies reforcen el diàleg entre la ciencia i la societat en què els participants es reuneixen per parlar sobre temes científics per enforir la capacitat d'interrogar-se i buscar informació i debatre els grans misteris per resoldre.[4]

- Tertúlies pedagògiques dialògiques: També coneguts com a “seminaris amb el llibre a la mà”, són les tertúlies en què els professors, educadors o orientadors llegeixen els llibres més rellevants a nivell internacional per fer una construcció col·lectiva del coneixement i per fer interpretacions i aportacions teòriques amb més fomentació amb el que s'ha llegit.[18]

## Impacte social
Les Tertúlies Literàries Dialògiques estan aconseguint resultats positius en àmbits educatius com millorar la convivència i el benestar emocional del participants, a més de tindre la oportunitat de poder apropar-los a la literatura clàssica. En promoure el diàleg i l'intercanvi d'interpretacions en un entorn igualitari permet que els estudiants professors, famílies, membres de la comunitat, etc. puguin compartir situacions i sentiments entre les diferents persones d'una forma col·lectiva, es reforcin la lectura crítica i la comprensió lectora i millorin les habilitats cognitives en relació amb la lectura. A més millora en aspectes tècnics com el vocabulari, l'ortografia, fets històrics, formes de narrar, etc.
Hi ha investigacions que demostren que la lectura cominada podria millorar les habilitats comunicatives com l'alfabetització dels nens i nenes en acolliment familiar a més de fer una lectura agradable per als joves.
Les TLD han assolit resultats i reptes com:
- La millora de les habilitats instrumentals dels alumnes en activitats relacionat amb la llengua.
- La participació de la comunitat en el procés d'aprenentatge i l'escola.
- La millora de la convivència dels estudiants de diversos orígens.
- La reflexió i el raonament dels participants.

## Obres literàries universals
A continuació apareixen algunes de les obres més llegides durant una Tertúlia Literària Dialògica:
- La Regenta, Leopoldo Alas
- Fuenteovejuna, Lope de Vega
- El Quixot, Miguel de Cervantes Saavedra
- Oliver Twist, Charles Dickens
- La Odissea, Homer
- Romancero gitano, Federico García Lorca

A l'enllaç de la pàgina web "Mil y una tertulias dialógicas" mostrat a Enllaços externs, s'hi pot trobar un llistat d'obres mestres del patrimoni de la humanitat i de llibres d'infantil i primària.